# Thomas Henshaw

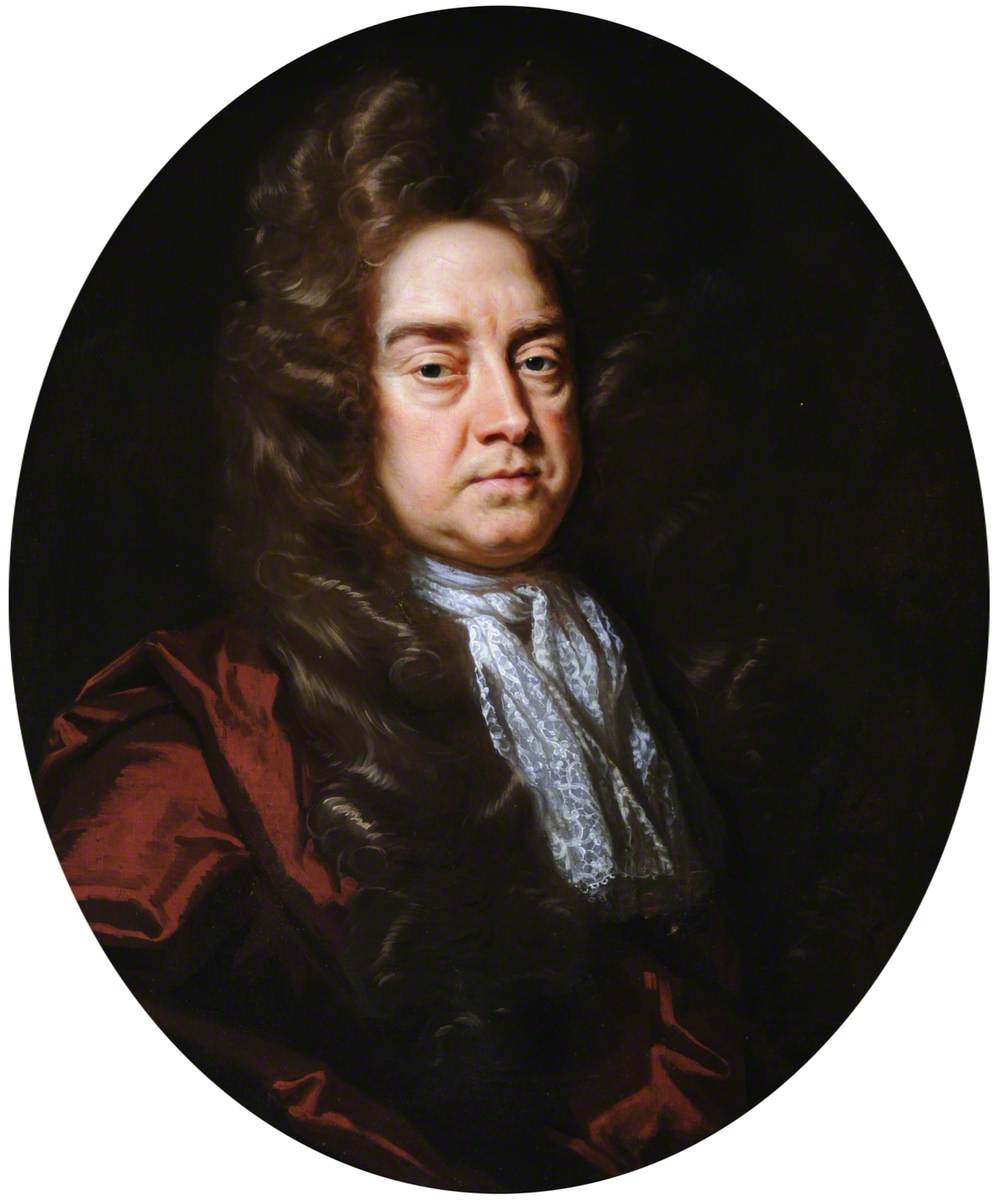
Thomas Henshaw

Thomas Henshaw (* 15. Junijul. / 25. Juni 1618greg. in London; † 2. Januar 1700 in Kensington (London)) war ein englischer Diplomat, Jurist, Höfling und einer der „Original Fellows“ der Royal Society. Er spielte eine Rolle in alchemistischen Kreisen in London im 17. Jahrhundert.

## Jugend
Henshaw wuchs in London auf. Sein Vater Benjamin Henshaw war Kaufmann und Captain der City of London (gestorben 1631). Er studierte ab 1634 bis 1638 in Oxford (University College), das er ohne Abschluss verließ. In Oxford war er unter anderem ein Schüler des damals führenden englischen Mathematikers William Oughtred, der begabte Schüler umsonst in seiner Pfarre in Albury bei Oxford in Mathematik unterrichtete (höhere Mathematik wurde damals nicht in Oxford unterrichtet). Bei Oughtred erhielt er aber auch Unterricht in Alchemie und anderen experimentellen Naturwissenschaften. Nach dem Studium in Oxford ging er nach London an den Middle Temple zur juristischen Ausbildung. Dort war er Tutor von John Evelyn, mit dem er sich befreundete. Im Englischen Bürgerkrieg war er auf Seiten der Royalisten und schloss sich 1642 in York König Karl I. an. Als er bald danach London besuchte, um sich mit Waffen und Geld zu versorgen, wurde er verhaftet. Er durfte ins Ausland nach Holland reisen unter der Auflage, sich nicht der Armee von Karl I. anzuschließen. Er besuchte Spanien und Italien, wo er seinen Schüler John Evelyn in Venedig traf. Im November 1645 immatrikulierte er sich an der Universität in Padua.

## Spätere Jahre in England
Um 1650 kehrte er nach England zurück. Er lebte in Kensington in dem von seinem Vater geerbten Haus (Pondhouse genannt, da es in Nachbarschaft von Fischteichen lag) und widmete sich zusammen mit anderen wie Thomas Vaughan (Alchemist), der bei ihm in Kensington lebte, alchemistischen Studien. Nach Samuel Hartlib behauptete er, dass Alkahest gefunden zu haben, ein von vielen Alchemisten gesuchtes universales Lösungsmittel, dass er angeblich von dem berühmten Alchemisten Jan Baptist van Helmont über Sir Hugh Platt erhalten hatte. Sie gehörten zum Kreis um Hartlib, in dem er mit John Hall in Kontakt stand. Sie war ein Zentrum der frühen englischen Rosenkreuzer (Thomas Vaughan übersetzte die Fama Fraternitatis und veröffentlichte sie 1652). Henshaw gründete nach einer Mitteilung des amerikanischen Arztes Robert Childe an Hartlib eine christliche gelehrte Gesellschaft, die abgeschieden von der Gesellschaft sich bemühten ein christlich vorbildliches Leben zu führen und sich Studien widmeten und ein Labor unterhielten (Christian Learned Society, Chymical Club). Ein Mitarbeiter in dieser Gesellschaft war der damals als Alchemist und Rosenkreuzer in England bekannte Thomas Vaughan. Henshaw hatte auch Kontakt zu Elias Ashmole und galt als Experte für Okkultes mit einer großen Bibliothek. Ashmole rühmte seine Gelehrsamkeit in seinem Theatrum Chemicum Britannicum (entstanden ab 1650). 1654 wurde er als Anwalt zugelassen, verkaufte seine Stelle am Middle Temple aber 1658 an Ashmole und widmete sich weiter naturphilosophischen Studien, wobei er Treffen der Oxonian Society am Gresham College in Oxford besuchte.
Er war 1663 „Original Fellow“ der Royal Society. Er war sechs Jahre deren Sekretär und 1677 deren Vizepräsident. Mit anderen Mitgliedern wie dem Baron Sir Robert Paston (1631–1683), der sein Patron war und den er in wissenschaftlichen Fragen beriet (Briefe zwischen beiden sind seit 1663 bekannt), setzte er seine alchemistischen Experimente innerhalb des Kreises der Royal Society fort und hatte dort auch gute Kontakte zu Robert Hooke. Es existiert ein Manuskript in der British Library (Sloane 2222) aus dem Besitz von Paston mit der (nicht ganz offengelegten) Formel des roten Elixirs, das er von Henshaw erhalten hatte, der es wiederum von seinem Lehrer Oughtred hatte. Dieses rote Elixir war nach Vorstellung der Beteiligten der Schlüssel zur Umwandlung der Metalle im Sinn des oben erwähnten Alkahests, dessen Besitz sich Henshaw 1650 gerühmt hatte. In einem teilweise erhaltenen Briefwechsel gibt Henshaw Paston Ratschläge zu seinen Experimenten, Paston war allerdings verstimmt, da er vermutete, dass Henshaw ihm Geheimnisse vorenthielt. In einem der Briefe unterzeichnete Henshaw als Halophilus (Salzliebhaber), eine Anspielung auf die Nähe von Henshaw und Vaughan zur Lehre von Michael Sendivogius.
1672 ging er als Sekretär des Botschafters in Dänemark Charles Stewart, 3. Duke of Richmond, nach Kopenhagen und übte zwei Jahre die Funktion eines Botschafters aus, als der Ende 1672 starb. Auf Vermittlung von Evelyn wurde er später einer der französischen Sekretäre (French Undersecretary) von Karl II. (und Gentlemen of the Privy Council in ordinary). Auch unter dessen Nachfolgern Jakob II. und William III. war er französischer Sekretär. Er lebte in seinem Haus in Kensington, das er von seinem Vater geerbt hatte und in dem er seit 1650 wohnte.
Seine alchemistischen Neigungen hatte er möglicherweise von seiner Mutter, die als große Chemikerin galt. Er erwarb auf Reisen wissenschaftliche Instrumente (besonders auf optischem Gebiet) für sein Kuriositätenkabinett und traf in Rom Athanasius Kircher.

## Familie
Henshaw war seit 1657 mit Anne Kipping aus Twedley in Kent verheiratet und hatte acht Kinder, von denen aber nur eines das Erwachsenenalter erreichte (eine Tochter Anne nach seinem Grabstein in Kensington). Seine Frau starb 1671. Sein jüngerer Bruder Nathaniel (1628–1673)  war Arzt und ebenfalls Fellow der Royal Society. Er hatte in Leiden studiert und wirkte später in Dublin.

## Sonstiges
Er veröffentlichte kurze Abhandlungen über Schießpulver und Salpeter und eine englische Übersetzung des China-Berichts des jesuitischen Missionars Álvaro Semedo aus dem Italienischen. Eine in Spa 1654 veröffentlichte Verteidigungsschrift eines Thomas Henshaw, eines Majors in der französischen Armee, der darin bestritt in royalistische Komplotte verwickelt zu sein, ist nicht von ihm, sondern von einem Cousin gleichen Namens.
Ein Jugendportrait von ihm ist im Ashmolean Museum in Oxford.